# Mehelkuna
Mehelkuna – gaun wikas samiti w zachodniej części Nepalu w strefie Bheri w dystrykcie Surkhet. Według nepalskiego spisu powszechnego z 2001 roku liczył on 1795 gospodarstw domowych i 9030 mieszkańców (4771 kobiet i 4259 mężczyzn).